# Phytodietus longicauda
Phytodietus longicauda là một loài tò vò trong họ Ichneumonidae.